# Giro de Lombardía 1999
El Giro de Lombardía 1999, la 93.ª edición de esta clásica ciclista, se disputó el 16 de octubre de 1999, con un recorrido de 262 km entre Varese y Bérgamo. El lituano Mirko Celestino consiguió imponerse en la línea de llegada. Los también italiano Danilo Di Luca y Eddy Mazzoleni acabaron segundo y tercero respectivamente.

## Clasificación final
| Posición | Ciclista          | Equipo                | Tiempo          |
| -------- | ----------------- | --------------------- | --------------- |
| 1        | Mirko Celestino   | Polti                 | 6 h 21 min 50 s |
| 2        | Danilo Di Luca    | Cantina Tollo         | m. t.           |
| 3        | Eddy Mazzoleni    | Saeco-Cannondale      | m. t.           |
| 4        | Oscar Camenzind   | Lampre-Daikin         | m. t.           |
| 5        | Dmitri Konyshev   | Mercatone Uno-Bianchi | m. t.           |
| 6        | Markus Zberg      | Rabobank              | + 11 s          |
| 7        | Marco Serpellini  | Lampre-Daikin         | m. t.           |
| 8        | Marco Velo        | Mercatone Uno-Bianchi | m. t.           |
| 9        | Paolo Bettini     | Mapei-Quick Step      | m. t.           |
| 10       | Christophe Moreau | Festina-Lotus         | m. t.           |